# Neoxolmis
Neoxolmis es un género de aves paseriformes de la familia Tyrannidae que agrupa a cuatro especies nativas del Cono Sur de América del Sur, donde anidan en el sur de Argentina y Chile y migran hacia el sur de Bolivia, Paraguay, extremo sur de Brasil y Uruguay en los inviernos australes, una especie es endémica del noroeste argentino. El género era monotípico hasta que en el año 2020, tres especies antes colocada en el género Xolmis fueron transferidas para el presente. A sus miembros se les conoce por el nombre común de monjitas.

## Etimología
El nombre genérico masculino «Neoxolmis» es una combinación de la palabra del griego «neos» que significa ‘nuevo’, y del género Xolmis, las monjitas.

## Características
Los monjitas de este género miden entre 16,5 y 23 cm de longitud, de colores predominantes gris, rufo y negro (excepto N. coronatus que es negra y blanca). Todas son especies de áreas secas y extremas, y caminan regularmente por el suelo (N. coronatus con menos frecuencia). Sus nidos son hechos de palitos en el suelo o en un arbusto y son notablemente similares, así como también los huevos.

## Taxonomía
Las especies N. coronatus, N. salinarum y N. rubetra estuvieron tradicionalmente colocadas en el género Xolmis (a pesar de que rubetra ya fue incluida en el presente género por algunos autores). Los estudios genéticos recientes de Ohlson et al. (2020) y Chesser et al. (2020) concluyeron que el género Xolmis no era monofilético, encontraron que rubetra era hermana de Neoxolmis rufiventris (salinarum no fue estudiada, pero se presume muy próxima de rubetra), y que el par formado por ambas es pariente próximo de coronatus, formando un clado emparentado con otro clado formado por la entonces Xolmis cinereus y Myiotheretes, y distante de los otros Xolmis. Los autores propusieron agrupar todo el clado en un género resucitado Nengetus, el nombre más antiguo disponible. Sin embargo, el Comité de Clasificación de Sudamérica (SACC) en la Propuesta No 885 de septiembre de 2020, prefirió restringir Nengetus apenas para la especie tipo, Nengetus cinereus y transferir las tres especies mencionadas al entonces monotípico género Neoxolmis, debido a que se crearía un grupo bastante heterogéneo, afectando la estabilidad taxonómica. Con base en la profunda diferencie genética y en las significativas diferencias de plumaje, N. coronatus podría merecer un género propio.
Los amplios estudios genético-moleculares realizados por Tello et al. (2009) descubrieron una cantidad de relaciones novedosas dentro de la familia Tyrannidae que todavía no están reflejadas en la mayoría de las clasificaciones. Siguiendo estos estudios, Ohlson et al. (2013) propusieron dividir Tyrannidae en cinco familias. Según el ordenamiento propuesto, Neoxolmis permanece en Tyrannidae, en una subfamilia Fluvicolinae, en una nueva tribu Xolmiini junto a Agriornis, Lessonia, Muscisaxicola, Satrapa, Xolmis, Hymenops, Knipolegus, Cnemarchus y Myiotheretes.

## Lista de especies
Según las clasificaciones del Congreso Ornitológico Internacional (IOC) y Clements Checklist/eBird, el género agrupa a las siguientes especies con el respectivo nombre popular de acuerdo con la Sociedad Española de Ornitología (SEO):
| Imagen | Nombre científico     | Autor                    | Nombre común      | Estado de conservación | Distribución |
| ------ | --------------------- | ------------------------ | ----------------- | ---------------------- | ------------ |
|        | Neoxolmis coronatus   | (Vieillot), 1823         | monjita coronada  | LC                     |              |
|        | Neoxolmis rufiventris | (Vieillot), 1823         | monjita chocolate | LC                     |              |
|        | Neoxolmis rubetra     | (Burmeister) 1860        | monjita castaña   | LC                     |              |
|        | Neoxolmis salinarum   | (Nores & Yzurieta), 1979 | monjita salinera  | NT                     |              |